# VH-1 Germania
VH-1 Germania, (numit și VH-1 Deutschland în limba germană, VH-1 Germany în engleză și prescurtat VH-1 DE), a fost versiunea localizată a VH-1 în Republica Federală Germania, ce a emis între 10 martie 1995-1 mai 2001. Din cauza conflictelor cu ARD (televiziunea publică germană), VH-1 a trebuit să folosească sigla „VH-1 America” din 1985-1987, decât sigla de atunci a VH-1-ului american. Cu un focus pe muzica pop și rock din anii 1960-1990, pentru o audiență între 25-49 de ani, VH-1 a importat multe emisiuni de la canalul-sora american, cum ar fi Pop-Up Music sau Behind the Music, dar producea și programe locale în anii săi formativi.
Distribuția devenise dificultivă, fiindcă VH-1 era partajat cu alte canale pe cablu și satelit, de obicei cu prima încarnare a versiunii localizate a lui Nickelodeon, între 6:00am-8:00pm, lansată pe 5 iulie 1995 și închisă pe 31 mai 1998, făcând VH-1 un canal 24/7.
Pe 1 mai 2001, VH-1 Deutschland a fost închis, lansându-se două canale, MTV2 Pop (rebranduirea lui VH-1 DE), redenumit pe 12 septembrie 2005 în Nickelodeon DE (a doua încarnare) și VH-1, versiunea pan-europeană.

## Istorie
Prin decembrie 1994, revista TV Spielfilm scria despre grupul Viacom și despre planurile de lansare a VH-1 și Nickelodeon Germania. Anunțase ca lansarea VH-1 va fi prin anul 1995. În acea perioadă, un canal similar numit ViVA2 (canalul-sora a ViVA) se lansase. VH-1 emitea din Hamburg și era emis de Me, Myself & Eye Entertainment GmbH, coordonat de MTV Networks Europe. Canalul avea unii din cei mai experimentați prezentatori, precum lan Bangs, Susanne Reimann, Anya Caspary, Marek Erhardt, Lisa Reimnitz sau Torsten Schaubrenner.
Pe 10 martie 1995, la ora 8:30 pm, a avut loc lansarea oficială a VH-1 DE, care avea 12 ore de program. De asemenea, site-ul VH-1DERLAND a fost lansat în 1995. A fost primul website al unui canal german. Totuși, website-ul a fost online cu câteva zile înainte să se lanseze postul TV. Înițial, emitea doar 4 ore, din care seara se repeta dublu. Moderatorul primei ore era Daniel Novac (cântăreț slovac), iar primul videoclip a fost Kraftwerk - Musique Non Stop.
Programul emitea 24/7 pe majoritatea operatorilor de cablu, iar pe satelit, împreună cu Nickelodeon între 20:00-6:00 pe Astra 1B. La început, erau emisiuni cu format moderat, cum ar fi 360 Grad, Das Musikalische Quintet, VH-1 News, VH-1 Hoch 5, Love, Sex & Videohits și VH-1 Nahaufnahme On Air.
Septembrie 1997 a fost cea mai neagra perioada a VH-1, din cauza concedierii tuturor prezentatorilor, exact ca VH-1 UK. Într-un interviu din Subway cu Allan Bangs, prezentatorul spunea: Toți moderatorii au fost dați afară și nimeni nu era prea provocator sau așa ceva. Acest lucru l-am găsit crud, o insultă absolută telespectatorului. Această presupusă cercetare de pe piața TV a dezvăluit că pe VH-1 este prea multă vorbărie - nu cred că această cercetare este adevărată. Dacă ar fi într-adevăr, mă întreb, de ce MTV și VIVA nu au ajuns deja la această idee. Au mai multi prezentatori decât înainte și mult mai mult decât pe VH-1. Acum am semnat un contract de anulare. În contract, mă angajez să nu spun nimic negativ despre VH-1 și/sau companiile afiliate, ce cred că este o impertinență. În opinia mea, este destul de clar: toată lumea a fost concendiată din cauza profitului mic. Viacom a spus că ceea ce am obținut în 2 ani în Germania nu corespunde așteptărilor lor. Asta m-a supărat cu adevărat. I-am scris Susannei Reimann o scrisoare ce voiam să i-o trimit șefului MTV Europe, Brent Hansen, pe care încă nu-i l-am trimis. Ne este rușine că am lucrat pentru acest canal, pentru că oricine face acest lucru cu telespectatorii săi nu câștigă nimic. Unul încă mai trăiește din poporul VH-1. Din moment ce nu mai suntem prezenți, există doar scrisori de plângere pe site-ul VH-1, dintre care unele sunt incredibil de bune. Dar de VH-1 nu există nici o reacție. În presă, spectatorii noștri doresc ca acest program să se schimbe, dar nu există o singură scrisoare pe pagina de pornire care să spună acest lucru. Dimpotrivă.
Treptat, multe formate curente originale au fost preluate din SUA ca VH1 Storytellers, Behind the Music sau Pop Up Video. Seria de succes MTV Unplugged a fost de asemenea prezentată. În plus, s-au dat înregistrări mai vechi a unor concerte. Ulterior, designul a fost schimbat, dar acest lucru nu a ajutat canalul să devină mai popular. Din 1995 până în 1997, Lars Wagner a fost șeful VH-1 la Hamburg. Spiegel a raportat despre așa-zisul cadavru strălucitor în 1998: "pierderile de pornire ale VH-1 se ridică la peste 60 de milioane de mărci conform estimărilor industriei. La sfârșitul anului trecut, toți moderatorii și editorii au fost dați afară. VH-1 este un cadavru strălucitor", spune Dieter Gorny, șeful rivalului MTV, ViVA, care a reușit să devină lider de piață în domeniul muzicii TV în ultimii patru ani. Pe 31 mai 1998, Nickelodeon Germania a fost închis, lăsând VH-1 un canal 24/7. Tot în 1998, VH-1-ului i s-a adăugat teletext. La sfârșitul anilor 90, satelitul a început să fie transmis criptat, ceea ce nu a fost foarte bine la începutul anului 2000. În anul 2000 a fost anunțată o știre foarte nebună: la 5 ani de la lansarea VH-1 pe 10 martie, viitorul postului de muzică este asigurat pentru încă un an, pentru a fi închis în 2001.

### Succesorul VH-1 Deutschland
La mijlocul anului 2000, a venit ideea de a rebrand-ui VH-1 în MTV2, ce era un program specializat în muzica rock. Dar acest lucru a existat sub forma de ViVA2, deci acest lucru a fost respins. Cu toate acestea, MTV voia să înființeze un nou post în Germania, și astfel se născuse MTV2 POP - The Pop Channel. Un post ce dădea videoclipuri non-stop pop și dance.
Astfel, canalul a fost în cele din urmă înlocuit de noul management pentru Germania al fostei CEO MTV Catherine Müllemann pe 1 mai 2001 de către canalul MTV 2 POP - The Pop Channel.
Ultimul videoclip transmis pe VH-1 Deutschland a fost Dire Straits - Money For Nothing, pe 30 aprilie 2001. La ora 0, MTV2 POP a preluat toate frecvențele VH-1. Primul videoclip a fost Daft Punk - One More Time. În unele reviste chiar și programul actual a fost tipărit de la începutul lunii mai (1 mai - 19 mai), Înainte de a deveni clar pe 30 aprilie, se credea ca VH-1 încă va emite. În revista Musikexpress, titlul a fost intitulat Alles neu macht... der Mai. MTV2 POP nu a avut o viață prea lungă în Germania, fiind înlocuit de Nickelodeon Germania (a doua încarnare) după 4 ani.
În 2003, s-a încercat o lansare a unei versiuni localizate a VH-1 Classic, care nu a fost luată în considerare de către Viacom. De atunci, lansarea unui VH-1 în Germania nu a mai fost posibilă.

## Legături externe
- Lansarea postului VH-1 DE, 11 martie 1995
- Ident VH-1 DE, circa 1995
- Inchiderea programului VH-1 DE, deschiderea programului Nickelodeon DE, circa 1998